# Dimítris Christófias
Dimitris Christófias (în greacă Δημήτρης Χριστόφιας, n. 29 august 1946, Kato Dikomo⁠(d), Eparchia Kerýneias, Cipru – d. 21 iunie 2019, Strόvolos⁠(d), Eparchia Lefkosias, Cipru) a fost un om politic cipriot, președintele Republicii Cipriote între anii 2008-2013. Membru al comunității grecești majoritare din țara sa, Dimítris Christófias a fost între anii 1988-2008 secretarul general al Partidului AKEL, Partidul Progresist al Muncitorilor, partid care în cursul existenței sale (sub actualul nume - din 1941) s-a caracterizat printr-o orientare comunistă marxist-leninistă. Până la alegerea sa ca șef al statului, Dimítris Christófias a îndeplinit și funcția de președinte al parlamentului (2001-2008).

## Familia și anii tinereții
Christofias  s-a născut în 1946 ca primul din cei cinci copii ai familiei unui zidar din satul Kato Dikomo, în apropierea portului Kyrenia din nordul Ciprului (aflat în prezent sub dominație turcă, în cadrul "Republicii Turce a Ciprului de Nord").
Din adolescență s-a alăturat taberei politice de extremă stânga, fiind de la 18 ani activ în organizațiile legate de Partidul Progresist al muncitorilor AKEL.  Vreme de 5 ani a petrecut la Moscova, pe atunci în Uniunea Sovietică, unde a studiat la Institutul de Științe Sociale al Academiei de știinte sociale și unde a obținut titlul de doctor în științe cu o teză în istoria filosofiei. Tot acolo a cunoscut-o pe viitoarea lui soție, Elsie Hiratou. 

## Activitatea politică
Întors în patrie, Dimítris Christófias a cunoscut în cadrul partidului său o rapidă promovare. A fost vreme de 10 ani (1977-1987) secretarul general al EDON, mișcarea de tineret a partidului.
În aprilie 1988, în urma decesului liderului veteran al partidului AKEL, Ezekias Papaioannou, Dimitris Christofias a fost ales ca succesorul acestuia în postul de secretar general al partidului. Deputat în parlament din 1991, în anul 2001 Dimítris Christófias a fost ales președinte al Parlamentului (Camera reprezentanților) cipriot.

## Alegerea ca șef al statului
La primul tur de scrutin la 17 februarie 2008 cei trei candidați la presedinție au obținut numere de voturi foarte apropiate. Christofias, sprijinit și de Miscarea pentru Social Democrație, s-a clasat pe locul al doilea cu 33.3% după candidatul conservator și fostul ministru de externe Kasoulidis, și urmat de președintele in termen, Tassos Papadopoulos.
În al doilea tur de scrutin din 24 februarie Christofias a beneficiat de sprijinul lui Tassos Papadopoulos și l-a învins pe Kasoulidis, obținând 53.7% din voturile alegătorilor.

În ciuda tradiției marxist -leniniste a partidului AKEL și a regretului manifestat de acesta pentru destrămarea URSS și a "lagărului socialist",  Christofias, șef de stat comunist ales (premieră europeană) prin alegeri democratice și absolut libere, și conducerea  AKEL, au adoptat o politică economică pragmatică, potrivită cu situația de fapt în Uniunea Europeană, din care face parte țara sa, și nu a inițiat nici un fel de măsuri împotriva economiei de piață, ceea ce i-a adus critici din partea cercurilor de extremă stânga. 
Conform politicii partidului său, el s-a declarat solidar cu politica Cubei față de SUA și în favoarea închiderii bazelor militare britanice de pe teritoriul Ciprului.
Dimitris Christofias și soția lui (din anul 1972) Elsie, au trei copii.
Christofias a suferit în 1999 în Anglia o operație de by-pass cardiac și apoi un  transplant de rinichi ce i-a fost donat de sora sa în viață.